# فرانسيس غاردينر دافنبورت
فرانسيس غاردينر دافنبورت (بالإنجليزية: Frances Gardiner Davenport)‏ هي مؤرخة أمريكية، ولدت في 1870، وتوفيت في 11 نوفمبر 1927.